# Université du Sud du Mississippi
L’université du Sud du Mississippi (en anglais : The University of Southern Mississippi ou Southern Miss) est une université publique américaine située à Hattiesburg, dans le Mississippi. Elle a été fondée en 1910.

## Sports
L'université possède une section sportive, se nommant les Golden Eagles de Southern Miss.